# Karel Bourbonsko-Parmský
Princ Karel, vévoda z Parmy a Piacenzy (Carlos Xavier Bernardo Sixto Marie; * 27. ledna 1970, Nijmegen) je od roku 2010 hlavou královského a vévodského rodu Bourbonsko-Parmských, který v letech 1748 až 1802 a v letech 1847 až 1859 vládl Vévodství Parmy a Piacenzy (což zahrnuje lucemburskou velkovévodskou rodinu). Od roku 1970 je členem nizozemské královské rodiny a od roku 1996 začleněn do nizozemské šlechty (na základě nizozemského šlechtického zákona z roku 1994) s oslovením „Jeho královská Výsost“ a titulem prince Carlos de Bourbon de Parme. Od roku 2010 je také jako nástupce svého otce karlisty považován za legitimního španělského krále a hlavu karlistské královské rodiny pod jménem „Don Carlos Javier, Rey de las Españas“. Ve Španělsku používá také titul vévoda z Madridu (Duque de Madrid).
Jako nejstarší syn vévody Karla Huga Parmského a princezny Ireny Nizozemské, je také v rámci francouzské šlechty titulován jako princ de Bourbon. Je velmistrem Konstantinova řádu sv. Jiří, Řádu sv. Ludvíka za občanské zásluhy, Řádu zakázané legitimity a Řádu sv. Jiří za vojenské zásluhy.

## Mládí
Princ Karel Xavier Bernardo Sixto Marie Bourbonsko-Parmský se narodil v Nijmegenu v Nizozemsku 27. ledna 1870 jako nejstarší dítě a syn vévody Karla Huga Parmského a jeho manželky princezny Irene Nizozemské. Od 20. prosince 1968 žili jeho rodiče, karlističtí pretendenti španělského trůnu, mimo Španělsku, protože byli ze země vyhnáni Francovým režimem. Franco již 25. listopadu 1937 vyhnal jeho dědečka, prince Xaviera Bourbonsko-Parmského, a některé další členy jeho rodiny.
Má dvě mladší sestry, princeznu Margaritu a princeznu Carolinu, a mladšího bratra, prince Jaimeho. V katolické víře byl pokřtěn 10. února 1970 arcibiskupem Marcelem Lefebvrem. Karel strávil mládí v několika zemích, včetně Nizozemska, Španělska, Francie, Anglie a Spojených států amerických. 
V roce 1981, když mu bylo jedenáct, se jeho rodiče rozvedli. Spolu se svou matkou a sourozenci se poté přestěhoval do Soestdijského paláce v Baarnu v Nizozemsku. V paláci žil několik let se svými prarodiči, královnou Juliánou Nizozemskou a princem Bernhardem Nizozemským.

## Vzdělání a kariéra
Karel studoval politologii na Wesleyanské univerzitě v Connecticutu a demografii a filozofii na Univerzitě v Cambridgi v Anglii.
Po ukončení studií pracoval pro společnost ABN AMRO v Amsterdamu, kde se podílel na přípravách na zavedení eura. Poté chvíli pracoval v Bruselu jako konzultant pro veřejné záležitosti ve společnosti European Public Policy Advisors (EPPA). 
Od roku 2007 se věnuje projektům týkajícím se udržitelnosti ve světě podnikání. Celosvětově radí projektům zaměřeným na oběhové hospodářství, s alternativními a ekologicky šetrnými výrobními metodami a na energetický přechod k čistým energiím.
Je předsedou Nadace pro spolupráci pro hospodářský rozvoj Latinské Ameriky. Osm let byl členem Rady CSR Nizozemska, která zajišťuje společenskou odpovědnost firem.
Byl nevýkonným ředitelem ASN Vermogensbeheer a členem dozorčí rady PGGM Responsible Investing. Patří do investičního výboru fondu Energiiq z Jižního Holandska, je předsedou poradního panelu pro krátké dodavatelské řetězce nizozemského zemědělského sektoru a spolupracovníkem think-tanku The Ex'tax Project.
Je také ředitelem Compazz, nezávislé nadace, jejímž cílem je podporovat inovace a udržitelnost v ekonomickém sektoru, fungující jako most mezi veřejným, akademickým a soukromým sektorem.
V roce 2021 vydal Nothing in excess. Re-evaluating Nature, Economy and Life post Corona.

## Nizozemský královský rod
Karel je někdy přítomen při reprezentativních příležitostech týkajících se nizozemského královského rodu. V roce 2003 se spolu se svou tetou královnou Beatrix podílel na inauguraci „Prince Clause Leerstoela“, profesury pojmenované po manželovi královny, princi Clausovi. Při zvláštních událostech královského rodu je pravidelně přítomen. Například byl jedním z organizátorů svatební oslavy prince Constantijna a princezny Laurentien.

## Osobní život

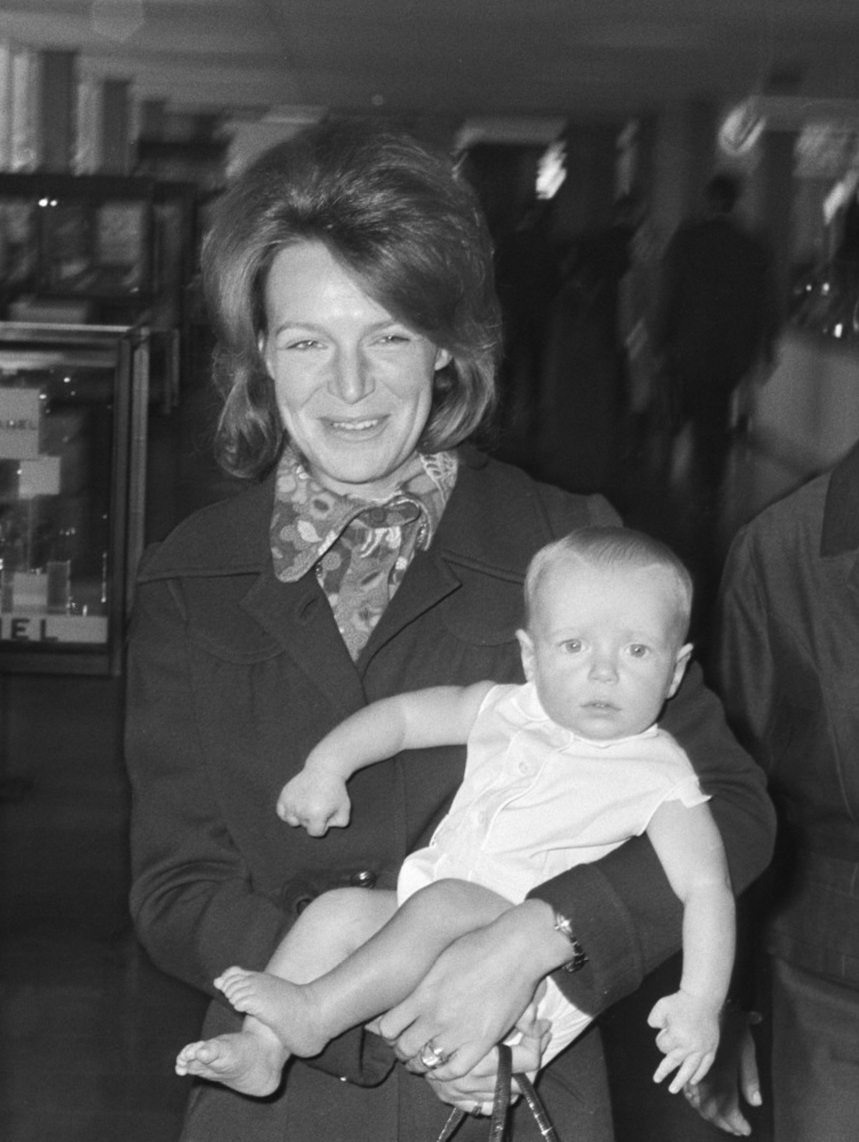
Princ Karel s matkou princeznou Irene

### Vztah s Brigitte Klynstrovou a synem
Princ Karel měl vztah s Brigitte Klynstrovou (*10. ledna 1959), nevlastní dcerou hraběte Adolpha Roderika van Rechteren Limpurga. Během tohoto vztahu zplodil syna:
- Carlos Hugo Roderik Sybren Klynstra (* 20. ledna 1997, Nijmegen).

V prosinci 2015 zahájil tehdy 18letý Carlos Klynstra právní řízení, ve kterém se pokusil změnit své příjmení na příjmení jeho biologického otce, což by mu rovněž umožnilo používat titul „princ“. Vévoda z Parmy se proti tomu postavil na základě toho, že to bylo v rozporu s tradicemi rodu Bourbonsko-Parmských. Dne 9. března 2016 ministr bezpečnosti a spravedlnosti prohlásil, že žádost o příjmení je platná. Později téhož roku se soud v Haagu shodl s ministrem na prohlášení žaloby, podle nizozemského práva, za platnou.
Podle rozsudku bude celé jméno Carlose Huga znít „Zijne Koninklijke Hoogheid Carlos Hugo Roderik Sybren prins de Bourbon de Parme“ (Jeho královská Výsost princ Karel Hugo Roderik Sybren Bourbonsko-Parmský); toto vstoupí v platnost až poté, co nizozemský král podepíše královský dekret. Podle tiskové zprávy Státní rady ze dne 28. února 2018 neznamená změna jména to, že Klynstra je nyní také členem královského rodu Bourbonsko-Parmských. To je soukromá záležitost samotného rodu a je to mimo jurisdikci nizozemského zákona o šlechtě.

### Manželství s Annemarie Gualthérie van Weezel
Dne 7. října 2009 bylo prostřednictvím osobního tajemníka jeho matky oznámeno, že se ožení s Annemarie Cecilií Gualthérie van Weezel. Civilní sňatek se uskutečnil 12. června 2010 ve Wijk bij Duurstede. Náboženský sňatek se měl konat v opatství La Cambre v Ixelles dne 28. srpna, ale byl odložen kvůli nemoci jeho otce. Princ Karel Hugo zemřel krátce poté.
Annemarie (*18. prosince 1977, Haag) je dcerou Johana (Hansa) Stephana Leonarda Gualthérie van Weezela a Gerardy Gezine Jolande (Ank) de Visser. Její otec byl členem Sněmovny reprezentantů Nizozemska za Křesťanskodemokratickou stranu, nizozemským velvyslancem v Radě Evropy ve Štrasburku a velvyslancem v Lucemburku. Dědeček z otcovy strany Gualthérie van Weezel byl Jan Hans Gualthérie van Weezel, šéf policie v Haagu a během druhé světové války člen nizozemského odboje. Annemarie Gualthérie van Weezel navštěvovala střední školu ve Štrasburku a získala titul Master of Laws na univerzitě v Utrechtu. Následně absolvovala postgraduální studium žurnalistiky v rozhlase a televizi na univerzitě v Groningenu. Gualthérie van Weezel pracuje jako parlamentní novinářka v Haagu a Bruselu pro nizozemský veřejnoprávní kanál NOS. V Bruselu se poprvé setkala s princem Karlem.
Dne 2. srpna 2010 vyšlo najevo, že zdraví jeho otce, vévody z Parmy, se rychle zhoršuje kvůli rakovině. V důsledku toho došlo ke zpoždění církevní svatby prince Karla a jeho snoubenky. V závěrečném oznámení o svém stavu vévoda potvrdil Karla jako další hlavu rodu Bourbonsko-Parmských. Otec prince Karla zemřel 18. srpna 2010 ve španělské Barceloně ve věku 80 let; Karel se následně stal další hlavou rodu Bourbonsko-Parmských.
Nový vévoda z Parmy a Annemarie se vzali 20. listopadu 2010 v opatství La Cambre. Společně mají dvě dcery a syna:
- Její královská Výsost princezna Luisa Irene Constance Anna Maria Bourbonsko-Parmská, markýza z Castell'Arquato (*9. května 2012, Haag);
- Její královská Výsost princezna Cecilia Maria Johanna Beatrix Bourbonsko-Parmská, hraběnka z Berceta (*17. října 2013, Haag);
- Jeho královská Výsost princ Karel Enrique Leonard Bourbonsko-Parmský, princ z Piacenzy (*24. dubna 2016, Haag).

V roce 2016 při křtu prince Karla Enriqueho udělil princ Karel svému synovi titul „Principe di Piacenza“ (princ z Piacenzy), což je tradiční titul přidělovaný korunnímu princi z rodu Bourbonsko-Parmských, pokračovateli dynastie a budoucímu vévodovi z Parmy a Piacenzy.

## Tituly, oslovení a vyznamenání

### Tituly a oslovení
- 2. září 1996 – 18. srpna 2010: Jeho královská Výsost princ z Piacenzy
- 18. srpna 2010 – současnost: Jeho královská Výsost vévoda z Parmy a Piacenzy
  - Oficiálně v Nizozemsku: 15. května 1996 – současnost: Jeho královská Výsost princ Karel Bourbonsko-Parmský

### Vyznamenání

#### Národní
- Nizozemsko
  - Příjemce inaugurační medaile krále Viléma-Alexandra
  - Příjemce svatební medaile 2002 (Kníže oranžský a slečna Máxima Zorreguieta)

#### Mezinárodní
- San Marino: Velkokříž Rytířského řádu San Marina

## Vývod z předků
|                       |                                    |  |                                   |                                              |  |  |  |  |  |  |  | Karel III. Parmský |
|                       |                                    |  |                                   |                                              |  |  |  |  |  |  |  |                    |
|                       | Robert I. Parmský                  |  |                                   |                                              |  |  |  |  |  |  |  |                    |
|                       |                                    |  |                                   |                                              |  |  |  |  |  |  |  |                    |
|                       |                                    |  |                                   | Luisa Marie Terezie z Artois                 |  |  |  |  |  |  |  |                    |
|                       |                                    |  |                                   |                                              |  |  |  |  |  |  |  |                    |
|                       | František Xaver Bourbonsko-Parmský |  |                                   |                                              |  |  |  |  |  |  |  |                    |
|                       |                                    |  |                                   |                                              |  |  |  |  |  |  |  |                    |
|                       |                                    |  |                                   | Michal I. Portugalský                        |  |  |  |  |  |  |  |                    |
|                       |                                    |  |                                   |                                              |  |  |  |  |  |  |  |                    |
|                       | Marie Antonie z Braganzy           |  |                                   |                                              |  |  |  |  |  |  |  |                    |
|                       |                                    |  |                                   |                                              |  |  |  |  |  |  |  |                    |
|                       |                                    |  |                                   | Adelaida z Löwenstein-Wertheim-Rosenbergu    |  |  |  |  |  |  |  |                    |
|                       |                                    |  |                                   |                                              |  |  |  |  |  |  |  |                    |
|                       | Karel Hugo Bourbonsko-Parmský      |  |                                   |                                              |  |  |  |  |  |  |  |                    |
|                       |                                    |  |                                   |                                              |  |  |  |  |  |  |  |                    |
|                       |                                    |  |                                   | Henri de Bourbon, Comte de Lignières         |  |  |  |  |  |  |  |                    |
|                       |                                    |  |                                   |                                              |  |  |  |  |  |  |  |                    |
|                       | Jiří Bourbonsko-Bussetský          |  |                                   |                                              |  |  |  |  |  |  |  |                    |
|                       |                                    |  |                                   |                                              |  |  |  |  |  |  |  |                    |
|                       |                                    |  |                                   | Adrienne de Mailly-Nesle                     |  |  |  |  |  |  |  |                    |
|                       |                                    |  |                                   |                                              |  |  |  |  |  |  |  |                    |
|                       | Magdaléna Bourbonsko-Bussetská     |  |                                   |                                              |  |  |  |  |  |  |  |                    |
|                       |                                    |  |                                   |                                              |  |  |  |  |  |  |  |                    |
|                       |                                    |  |                                   | René de Kerret                               |  |  |  |  |  |  |  |                    |
|                       |                                    |  |                                   |                                              |  |  |  |  |  |  |  |                    |
|                       | Jeanne de Kerret de Quillien       |  |                                   |                                              |  |  |  |  |  |  |  |                    |
|                       |                                    |  |                                   |                                              |  |  |  |  |  |  |  |                    |
|                       |                                    |  |                                   | Marie Léonie Gautier                         |  |  |  |  |  |  |  |                    |
|                       |                                    |  |                                   |                                              |  |  |  |  |  |  |  |                    |
| Karel, vévoda z Parmy |                                    |  |                                   |                                              |  |  |  |  |  |  |  |                    |
|                       |                                    |  |                                   |                                              |  |  |  |  |  |  |  |                    |
|                       |                                    |  | Arnošt II. Lippsko-Biesterfeldský |                                              |  |  |  |  |  |  |  |                    |
|                       |                                    |  |                                   |                                              |  |  |  |  |  |  |  |                    |
|                       | Bernhard Lippsko-Biesterfeldský    |  |                                   |                                              |  |  |  |  |  |  |  |                    |
|                       |                                    |  |                                   |                                              |  |  |  |  |  |  |  |                    |
|                       |                                    |  |                                   | Karolína z Wartenslebenu                     |  |  |  |  |  |  |  |                    |
|                       |                                    |  |                                   |                                              |  |  |  |  |  |  |  |                    |
|                       | Bernhard Nizozemský                |  |                                   |                                              |  |  |  |  |  |  |  |                    |
|                       |                                    |  |                                   |                                              |  |  |  |  |  |  |  |                    |
|                       |                                    |  |                                   | Aschwin Sierstorpffsko-Crammský              |  |  |  |  |  |  |  |                    |
|                       |                                    |  |                                   |                                              |  |  |  |  |  |  |  |                    |
|                       | Armgard Sierstorpffsko-Crammská    |  |                                   |                                              |  |  |  |  |  |  |  |                    |
|                       |                                    |  |                                   |                                              |  |  |  |  |  |  |  |                    |
|                       |                                    |  |                                   | Hedvika Sierstorpffsko-Driburská             |  |  |  |  |  |  |  |                    |
|                       |                                    |  |                                   |                                              |  |  |  |  |  |  |  |                    |
|                       | Irene Nizozemská                   |  |                                   |                                              |  |  |  |  |  |  |  |                    |
|                       |                                    |  |                                   |                                              |  |  |  |  |  |  |  |                    |
|                       |                                    |  |                                   | Bedřich František II. Meklenbursko-Zvěřínský |  |  |  |  |  |  |  |                    |
|                       |                                    |  |                                   |                                              |  |  |  |  |  |  |  |                    |
|                       | Jindřich Meklenbursko-Zvěřínský    |  |                                   |                                              |  |  |  |  |  |  |  |                    |
|                       |                                    |  |                                   |                                              |  |  |  |  |  |  |  |                    |
|                       |                                    |  |                                   | Marie Schwarzbursko-Rudolstadtská            |  |  |  |  |  |  |  |                    |
|                       |                                    |  |                                   |                                              |  |  |  |  |  |  |  |                    |
|                       | Juliána Nizozemská                 |  |                                   |                                              |  |  |  |  |  |  |  |                    |
|                       |                                    |  |                                   |                                              |  |  |  |  |  |  |  |                    |
|                       |                                    |  |                                   | Vilém III. Nizozemský                        |  |  |  |  |  |  |  |                    |
|                       |                                    |  |                                   |                                              |  |  |  |  |  |  |  |                    |
|                       | Vilemína Nizozemská                |  |                                   |                                              |  |  |  |  |  |  |  |                    |
|                       |                                    |  |                                   |                                              |  |  |  |  |  |  |  |                    |
|                       |                                    |  |                                   | Emma Waldecko-Pyrmontská                     |  |  |  |  |  |  |  |                    |
|                       |                                    |  |                                   |                                              |  |  |  |  |  |  |  |                    |